# Ian Mosley

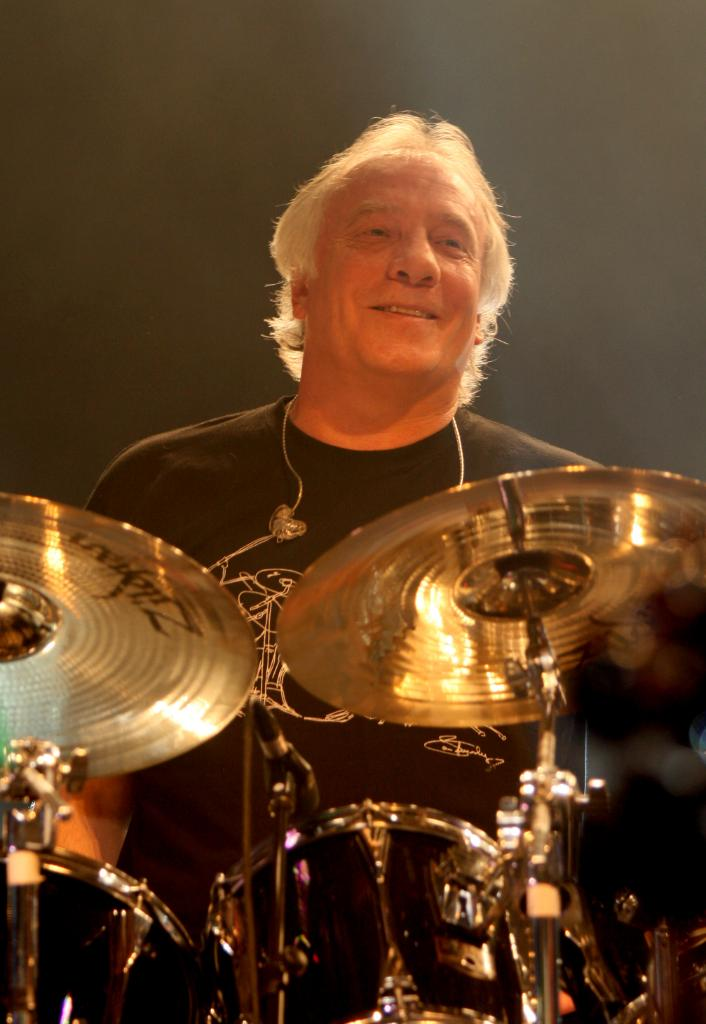
Ian Mosley

Ian Mosley, född 16 juni 1953 i London i England, är trummis i det brittiska neo-progressiva rockbandet Marillion.
Ian Mosley rekryterades till Marillion och spelade sin första konsert med dem 27 oktober 1983. Hans första album med bandet var Fugazi som släpptes i mars 1984. Innan dess hade han turnerat med ex-Genesis-gitarristen Steve Hackett, såväl som medverkat på några av Hacketts soloalbum.
Mosley har också spelat med andra artister såsom exempelvis Gordon Giltrap Band, Darryl Way's Wolf och nederländska bandet Trace. På Londons West End spelade han i orkestern i musikalerna Hair och Jesus Christ Superstar. Mosley spelade även trummor på låten Dream within a dream på Propagandas A Secret Wish.
Mosley gav 1996 ut det instrumentala albumet Crossing the Desert, som projektet Iris tillsammans med Pete Trewavas och gitarristen Sylvian Gouvernaire (från det franska rockbandet Arrakeen). Mosley har även släppt soloalbumet Postmankind 2001 tillsammans med saxofonisten Ben Castle.